# 皮耶·烏恩
皮耶·烏恩（英語：Pierre Houin，1994年4月15日—），法國男子划船運動員。他在2015年歐洲划船錦標賽、2015年世界U23划船錦標賽和2016年夏季奧林匹克運動會划船賽事的輕量級雙人雙槳項目奪得金牌。